# Chi sarà con te
Chansons représentant l'Italie au Concours Eurovision de la chanson
I giorni dell'arcobaleno
(1972) Sì
(1974)
Chi sarà con te (« Qui sera avec toi »), également abrégée en Chi sarà, est une chanson du chanteur italien Massimo Ranieri sortie en 45 tours en 1973. 
C'est la chanson représentant l'Italie au Concours Eurovision de la chanson 1973.
Massimo Ranieri a également enregistré la chanson en espagnol sous le titre Quien contigo esté.

## À l'Eurovision

### Sélection
La chanson Chi sarà con te, interprétée par Massimo Ranieri, est sélectionnée en interne 1973 par la Radiotelevisione Italiana, pour représenter l'Italie au Concours Eurovision de la chanson 1973 le 7 avril à Luxembourg.

### À Luxembourg
La chanson est intégralement interprétée en italien, langue officielle de l'Italie, le choix de la langue étant toutefois libre de 1973 à 1976. L'orchestre est dirigé par Enrico Polito (it).
Chi sarà con te est la dixième chanson interprétée lors de la soirée du concours, suivant Gori vatra de Zdravko Čolić pour la Yougoslavie et précédant la chanson gagnante de cette édition Tu te reconnaîtras d'Anne-Marie David pour la France.
À l'issue du vote, elle obtient 74 points, se classant 13e sur 17 chansons,.

## Liste des titres
| A. | Chi sarà con te    | Giancarlo Bigazzi, Gaetano Savio, Enrico Polito | 3:12 |
| B. | Domenica, Domenica | Franco Califano, Gaetano Savio, Enrico Polito   | 2:55 |

## Classements
| Classement (1973)        | Meilleure position |
| ------------------------ | ------------------ |
| Italie (Musica e dischi) | 21                 |

| Classement (1973)        | Meilleure position |
| ------------------------ | ------------------ |
| Italie (Musica e dischi) | 92                 |

## Historique de sortie
| Pays      | Date | Format   | Label |
| --------- | ---- | -------- | ----- |
| Allemagne | 1973 | 45 tours | CBS   |
| Espagne   | 1973 | 45 tours | CBS   |
| France    | 1973 | 45 tours | CBS   |
| Italie,   | 1973 | 45 tours | CGD   |
| Pays-Bas  | 1973 | 45 tours | CBS   |
| Portugal  | 1973 | 45 tours | CBS   |